# Hapoel Ironi Kiryat Shmona
Hapoel Ironi Kiryat Shmona (Hebreeuws: מועדון כדורגל הפועל עירוני קרית שמונה) is een Israëlische voetbalclub uit de stad Kiryat Shmona.
Kiryat Shmona is een kleine stad met maar 20 000 inwoners, mede daarom heeft de club geen rijke voetbalhistorie. Tot de 21ste eeuw speelde de club in de laagste reeks van het land, de vierde klasse.
Het nieuwe millennium bracht beterschap voor de club, een Amerikaanse-Jood pompte geld in de club om zo het leven voor de mensen aangenamer te maken. Kiryat Shmona ligt dicht bij de Libanese grens en heeft vaak te kampen met Hezbollah-aanslagen. In 2001 promoveerde de club naar de Liga Artzit (3de klasse). Twee seizoenen later slaagde de club er ook in te promoveren naar de Liga Leumit (2de klasse).
In 2004-05 werd de club 3de en verloor de promotie naar de hoogste klasse aan Hapoel Nazareth Illit vanwege een slechter doelsaldo. In 2005/06 werd de club opnieuw 3de met deze keer een achterstand van 6 punten. In 2007 werd de club uiteindelijk toch kampioen. Het eerste seizoen in de hoogste klasse was een voltreffer met onmiddellijk een derde plaats. De ontnuchtering volgde echter al snel met een degradatie in 2009. Promotie terug naar het hoogste niveau volgde echter direct met opnieuw een gewonnen kampioenschap. Het seizoen 2010/2011 was een succesvolle terugkomst met een vierde plaats. In het seizoen 2011/12 werd Kiryat Shmona voor het eerst in haar bestaan landskampioen.

## Erelijst
- Israëlisch landskampioen

2012
- Liga Leumit

2007, 2010, 2024
- Liga Alef

2001 (noord)
- Israëlische voetbalbeker

2014
- Supercup

2015
- Toto Cup

2011, 2012
- Toto Cup Leumit

2007, 2010

## Eindklasseringen vanaf 2001
| Seizoen | Competitie              | Niveau | Eindstand | Beker        | Opmerking                                                                                           |
| ------- | ----------------------- | ------ | --------- | ------------ | --------------------------------------------------------------------------------------------------- |
| 2000/01 | Liga Alef-Divisie Noord | IV     | 1         |              | |
| 2001/02 | Liga Artzit             | III    | 8         | kwartfinale  | |
| 2002/03 | Liga Artzit             | III    | 2         | 8e ronde     | |
| 2003/04 | Liga Leumit             | II     | 3         | 8e finale    | |
| 2004/05 | Liga Leumit             | II     | 8         | 9e ronde     | |
| 2005/06 | Liga Leumit             | II     | 3         | 9e ronde     | |
| 2006/07 | Liga Leumit             | II     | 1         | 9e ronde     | |
| 2007/08 | Ligat Ha'Al             | I      | 3         | kwartfinale  | |
| 2008/09 | Ligat Ha'Al             | I      | 12        | 9e ronde     | |
| 2009/10 | Liga Leumit             | II     | 1         | 8e ronde     | |
| 2010/11 | Ligat Ha'Al             | I      | 5         | halve finale | winnaar Toto-cup > Maccabi Petach Tikva: 1-0                                                        |
| 2011/12 | Ligat Ha'Al             | I      |           | 8e finale    | winnaar Toto-cup > Hapoel Tel Aviv FC: 1-1 (4-3 n.s)                                                |
| 2012/13 | Ligat Ha'Al             | I      | 5         | 8e finale    | |
| 2013/14 | Ligat Ha'Al             | I      | 3         | Winnaar      | < Maccabi Netanja: 1-0 nv                                                                           |
| 2014/15 | Ligat Ha'Al             | I      | 2         | kwartfinale  | |
| 2015/16 | Ligat Ha'Al             | I      | 11        | 8e ronde     | winnaar Supercup > Maccabi Tel Aviv FC: 2-2 (5-4 ns); finalist Toto-cup > Maccabi Petach Tikva: 1-3 |
| 2016/17 | Ligat Ha'Al             | I      | 7         | kwartfinale  | finalist Toto-cup > Hapoel Beër Sjeva: 1-4                                                          |
| 2017/18 | Ligat Ha'Al             | I      | 7         | halve finale | |
| 2018/19 | Ligat Ha'Al             | I      | 10        | 8e finale    | |
| 2019/20 | Ligat Ha'Al             | I      | 12        | 8e ronde     | |
| 2020/21 | Ligat Ha'Al             | I      | 6         | 8e ronde     | |
| 2021/22 | Ligat Ha'Al             | I      | 7         | 8e finale    | |
| 2022/23 | Ligat Ha'Al             | I      | 13        | 8e ronde     | |
| 2023/24 | Liga Leumit             | II     | 1         | kwartfinale  | |
| 2024/25 | Ligat Ha'Al             | I      | 9         | 8e ronde     | |
| 2025/26 | Ligat Ha'Al             | I      | .         |              | |

## In Europa
Uitslagen vanuit gezichtspunt Hapoel Ironi Kiryat Shmona
| Seizoen | Competitie       | Ronde        | Land                  | Club               | Totaalscore | 1e W    | 2e W    | PUC |
| ------- | ---------------- | ------------ | --------------------- | ------------------ | ----------- | ------- | ------- | --- |
| 2008/09 | UEFA Cup         | 1Q           | Vlag van Montenegro   | FK Mogren          | 4-1         | 1-1 (T) | 3-0 (U) | 2.0 |
|         |                  | 2Q           | Vlag van Bulgarije    | Liteks Lovetsj     | 1-2         | 0-0 (U) | 1-2 (T) | 2.0 |
| 2012/13 | Champions League | 2Q           | Vlag van Slowakije    | MSK Zilina         | 2-1         | 0-1 (U) | 2-0 (T) | 5.0 |
|         |                  | 3Q           | Vlag van Azerbeidzjan | Neftçi Bakoe       | 6-2         | 4-0 (T) | 2-2 (U) | 5.0 |
|         |                  | PO           | Vlag van Wit-Rusland  | FK BATE Borisov    | 1-3         | 0-2 (U) | 1-1 (T) | 5.0 |
| 2012/13 | Europa League    | Groep I      | Vlag van Frankrijk    | Olympique Lyonnais | 3-6         | 3-4 (T) | 0-2 (U) | 5.0 |
|         |                  | Groep I      | Vlag van Tsjechië     | Sparta Praag       | 2-4         | 1-3 (U) | 1-1 (T) | 5.0 |
|         |                  | Groep I (4e) | Vlag van Spanje       | Athletic Bilbao    | 1-3         | 1-1 (U) | 0-2 (T) | 5.0 |
| 2014/15 | Europa League    | 3Q           | Vlag van Rusland      | Dinamo Moskou      | 2-3         | 1-1 (U) | 1-2 (T) | 0.5 |
| 2015/16 | Europa League    | 3Q           | Vlag van Tsjechië     | Slovan Liberec     | 1-5         | 1-2 (U) | 0-3 (T) | 0.0 |

Totaal aantal punten voor UEFA coëfficiënten: 7.5
Zie ook
- Deelnemers UEFA-toernooien Israël
- Ranglijst van alle clubs die in de diverse Europa Cups zijn uitgekomen

MS Asjdod · 
Beitar Jeruzalem ·
Hapoel Beër Sjeva · 
Ihoud Bnei Sachnin ·
Hapoel Haifa · 
Hapoel Ironi Kiryat Shmona · 
Hapoel Jeruzalem FC ·
Hapoel Petach Tikwa ·
Hapoel Tel Aviv ·
Ironi Tiberias ·
Maccabi Bnei Reineh FC ·
Maccabi Haifa ·
Maccabi Netanja ·
Maccabi Tel Aviv FC